# Тунарій-Ной
Тунарій-Ной (рум. Tunarii Noi) — село у повіті Долж в Румунії. Входить до складу комуни Пояна-Маре.
Село розташоване на відстані 242 км на захід від Бухареста, 69 км на південний захід від Крайови.

## Населення
За даними перепису населення 2002 року у селі проживали 595 осіб, усі — румуни. Усі жителі села рідною мовою назвали румунську.